# Bernardino Honorati

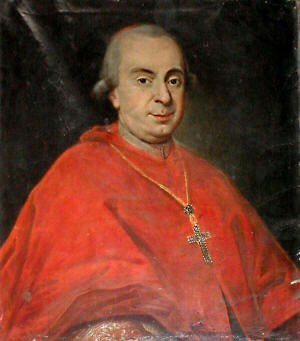
Bernardino Kardinal Honorati (Porträt in Öl, 18. Jh.)

Bernardino Honorati (auch Onorati) (* 17. Juli 1724 in Jesi; † 12. August 1807 in Senigallia) war ein Kardinal der Römischen Kirche.

## Leben
Der Sohn eines Marchese studierte an der Universität La Sapienza in Rom Rechtswissenschaften und beendete sein Studium am 10. Februar 1749 mit einem Dr. jur. utr. Ab dem 7. Juli 1749 war er Referendar der Apostolischen Signatur. Papst Benedikt XIV. ernannte ihn zum Päpstlichen Hausprälaten. Von 1748 bis 1749 war er Vizelegat der Romagna, und von 1758 bis 1759 Gouverneur von Loreto. Honorati empfing am 31. Dezember 1759 die Priesterweihe und wurde am 28. Januar 1760 zum Titularerzbischof von Side ernannt. Die Bischofsweihe spendete ihm am 25. Februar 1760 Giovanni Antonio Bacchettoni, Bischof von Loreto und Recanati. Er war Mitglied der römischen Kurie und unter anderem Nuntius in Florenz und Venedig. Von Papst Pius VI. am 23. Juni 1777 zum Kardinal kreiert, ernannte der Papst ihn am 28. Juli 1777 zum Kardinalpriester von Santi Marcellino e Pietro sowie zum Bischof von Senigallia. Honorati führte forthin den persönlichen Titel eines Erzbischofs.
Honorati nahm am Konklave von 1799/1800 teil, das Papst Pius VII. wählte.
Er starb in Senigallia und wurde in der dortigen Kathedrale beigesetzt.

## Werke
- De Romana s. Petri cathedra. Oratio habita in basilica Vaticana XV Kal. februarii 1744. Rom 1744.
- Relazione della nunziatura di Firenze. o. O. o. J.[1]
- Bernardini cardinalis Honorati commentarius de rebus suis. Lazzarini, Senigallia 1792, Volltext.